# Wereldkampioenschappen kunstschaatsen 1962
De Wereldkampioenschappen kunstschaatsen 1962 werden gevormd door vier toernooien die door de Internationale Schaatsunie werden georganiseerd.
Voor de mannen was het de 52e editie, voor de vrouwen de 42e, voor de paren de 40e en voor de ijsdansers de tiende editie. De kampioenschappen vonden plaats in Praag, Tsjechoslowakije. Praag was voor de tweede keer gaststad, in 1939 vond het toernooi voor de vrouwen hier plaats. Tsjechoslowakije was voor de tweede keer het gastland.
Het waren de eerste kampioenschappen na de afgelasting in 1961 vanwege de Sabena vlucht 548 vliegtuigramp op 15 februari 1961 op Zaventem waarbij alle passagiers, waaronder de voltallige Amerikaanse delegatie voor het WK kunstschaatsen op weg naar Praag, om het leven kwamen.

## Deelname
Er namen deelnemers uit een recordaantal van zestien landen deel aan deze kampioenschappen. Zij vulden 69 startplaatsen in. Voor het eerst nam er een vertegenwoordiging uit de DDR deel, Bodo Bockenauer, Gabrielle Seyfert en het paar Irene Müller / Hans-Georg Dallmer vormden de delegatie. Oost-Duitsland was het 25e land waarvan ten minste een deelnemer aan een van de WK kampioenschappen deelnam. Voor Nederland kwam Sjoukje Dijkstra uit bij de vrouwen.
(Tussen haakjes het totaal aantal startplaatsen in de vier toernooien.)
| Canada (10) Verenigde Staten (9) Frankrijk (7) Oostenrijk (7) | West-Duitsland (6) Tsjecho-Slowakije (5) Verenigd Koninkrijk (5) Japan (4) | Hongarije (3) Duitse Democratische Republiek (3) Sovjet-Unie (3) Italië (2) | Zwitserland (2) Nederland (1) Noorwegen (1) Zweden (1) |

## Medailleverdeling
Bij de mannen werd Donald Jackson de zeventiende wereldkampioen en de eerste Canadees die de wereldtitel bij de mannen behaalde. Het was zijn derde medaille, in 1959 en 1960 werd hij beide keren tweede. De Tsjech Karol Divín op plaats twee behaalde de eerste medaille voor Tsjechoslowakije in het mannentoernooi. De Fransman Alain Calmat veroverde zijn tweede medaille, net als in 1960 werd hij derde.
Bij de vrouwen werd Sjoukje Dijkstra de vijftiende wereldkampioene. Ze behaalde hiermee de eerste wereldtitel voor Nederland in het kunstschaatsen. Het was voor zowel Dijkstra als Nederland de derde medaille, in 1959 en 1960 won ze respectievelijk brons en zilver. Voor de beide vrouwen op de plaatsen twee en drie, respectievelijk de Canadese Wendy Griner en de Oostenrijkse Regine Heitzer was het hun eerste WK medaille.
Bij de paren veroverden broer en zus Maria en Otto Jelinek in hun geboorte stad Praag als negentiende paar de wereldtitel. Ze waren het derde Canades paar die hierin slaagden, Frances Dafoe / Norris Bowden (1954 -1955) en Barbara Wagner / Robert Paul (1957-1960) gingen hun voor. Het was hun vierde medaille, in 1957 en 1958 werden ze derde en in 1960 tweede. Het Sovjetpaar Ljoedmila Belousova / Oleg Protopopov veroverden met hun tweede plaats de eerste medaille bij het WK kunstschaatsen voor de Sovjet-Unie. Op plaats drie eindigden de West-Duitsers Margaret Göbl / Franz Ningel als paar voor het eerst op het podium. Voor Ningel was het zijn derde medaille, 1956 (derde) en 1957 (tweede) won hij de medailles met schaatspartner Marika Kilius.
Bij het ijsdansen veroverden de debuterende broer en zus Eva Romanová / Pavel Roman uit Tsjechoslowakije als vijfde paar de wereldtitel bij het ijsdansen, ze waren het eerste niet-Britse paar die hierin slaagden. Het was de derde wereldtitel voor Tsjechoslowakije in het kunstschaatsen, in 1949 en 1950 veroverde Alena Vrzáňová de titel bij de vrouwen. Het Franse paar Christiane Guhel / Jean Paul Guhel op plaats twee veroverden hun tweede medaille, in 1960 werden ze derde. De derde positie op het erepodium werd ingenomen door het Canadese paar Virginia Thompson / William McLachlan. McLachlan stond voor de vijfde keer op het podium, in 1957, 1958 (tweede) en 1959 (derde) stond hij hier met schaatspartner Geraldine Fenton, in 1960 werd hij tweede met Thompson.
| Discipline | Goud                         | Zilver                                | Brons                                 |
| ---------- | ---------------------------- | ------------------------------------- | ------------------------------------- |
| Mannen     | Donald Jackson               | Karol Divín                           | Alain Calmat                          |
| Vrouwen    | Sjoukje Dijkstra             | Wendy Griner                          | Regine Heitzer                        |
| Paren      | Maria Jelinek / Otto Jelinek | Ljoedmila Belousova / Oleg Protopopov | Margaret Göbl / Franz Ningel          |
| IJsdansen  | Eva Romanová / Pavel Roman   | Christiane Guhel / Jean Paul Guhel    | Virginia Thompson / William McLachlan |

## Uitslagen
| #      | naam (deelname)           | land                                    | pc  |
| ------ | ------------------------- | --------------------------------------- | --- |
| Goud   | Donald Jackson (5)        | Vlag van Canada 1957-1965               | 13  |
| Zilver | Karol Divín (5)           | Vlag van Tsjecho-Slowakije              | 17  |
| Brons  | Alain Calmat (8)          | Vlag van Frankrijk                      | 25  |
| 4      | Donald McPherson (2)      | Vlag van Canada 1957-1965               | 37  |
| 5      | Manfred Schnelldorfer (5) | Vlag van Bondsrepubliek Duitsland       | 54  |
| 6      | Monty Hoyt                | Vlag van Verenigde Staten               | 59  |
| 7      | Emmerich Danzer           | Vlag van Oostenrijk                     | 68  |
| 8      | Scott Allen               | Vlag van Verenigde Staten               | 82  |
| 9      | Peter Jonas (3)           | Vlag van Oostenrijk                     | 81  |
| 10     | Nobuo Sato (2)            | Vlag van Japan                          | 92  |
| 11     | Bodo Bockenauer           | Vlag van Duitse Democratische Republiek | 97  |
| 12     | Robin Jones (2)           | Vlag van Verenigd Koninkrijk            | 101 |
| 13     | Sepp Schönmetzler         | Vlag van Bondsrepubliek Duitsland       | 109 |
| 14     | Valeri Meskov             | Vlag van Sovjet-Unie                    | 117 |
| 15     | Per Kjölberg (2)          | Vlag van Noorwegen                      | 137 |
| 16     | Karoly Ujlaky             | Vlag van Hongarije                      | 142 |
| 17     | Robert Dureville          | Vlag van Frankrijk                      | 149 |
| 18     | Alain Trouillet           | Vlag van Frankrijk                      | 159 |

| #      | naam (deelname)               | land                                    | pc  |
| ------ | ----------------------------- | --------------------------------------- | --- |
| Goud   | Sjoukje Dijkstra (7)          | Vlag van Nederland                      | 9   |
| Zilver | Wendy Griner (2)              | Vlag van Canada 1957-1965               | 21  |
| Brons  | Regine Heitzer (4)            | Vlag van Oostenrijk                     | 42  |
| 4      | Petra Burka                   | Vlag van Canada 1957-1965               | 39  |
| 5      | Barbara Ann Pursley-Roles (3) | Vlag van Verenigde Staten               | 52  |
| 6      | Nicole Hassler (3)            | Vlag van Frankrijk                      | 64  |
| 7      | Jana Mrazkova (2)             | Vlag van Tsjecho-Slowakije              | 71  |
| 8      | Karin Frohner (3)             | Vlag van Oostenrijk                     | 79  |
| 9      | Miwa Fukuhara (2)             | Vlag van Japan                          | 81  |
| 10     | Lorraine Hanlon               | Vlag van Verenigde Staten               | 105 |
| 11     | Jacqueline Harbord            | Vlag van Verenigd Koninkrijk            | 101 |
| 12     | Helli Sengtschmid             | Vlag van Oostenrijk                     | 98  |
| 13     | Eva Grozajova                 | Vlag van Tsjecho-Slowakije              | 101 |
| 14     | Franzi Schmidt (2)            | Vlag van Zwitserland                    | 108 |
| 15     | Karin Gude                    | Vlag van Bondsrepubliek Duitsland       | 122 |
| 16     | Victoria Fisher               | Vlag van Verenigde Staten               | 148 |
| 17     | Ann Margreth Frei             | Vlag van Zweden                         | 161 |
| 18     | Sandra Brugnera               | Vlag van Italië                         | 159 |
| 19     | Helga Zöllner                 | Vlag van Hongarije                      | 166 |
| 20     | Tatjana Nemcova               | Vlag van Sovjet-Unie                    | 174 |
| 21     | Gabriele Seyfert              | Vlag van Duitse Democratische Republiek | 178 |

| #      | naam (deelname)                             | land                                    | pc    |
| ------ | ------------------------------------------- | --------------------------------------- | ----- |
| Goud   | Maria Jelinek (5) Otto Jelinek (5)          | Vlag van Canada 1957-1965               | 15    |
| Zilver | Ljoedmila Belousova (3) Oleg Protopopov (3) | Vlag van Sovjet-Unie                    | 16.5  |
| Brons  | Margret Göbl (3) Franz Ningel (6)           | Vlag van Bondsrepubliek Duitsland       | 25.5  |
| 4      | Debbie Wilkes (2) Guy Revell (2)            | Vlag van Canada 1957-1965               | 45    |
| 5      | Milada Kubíková Jaroslav Votruba            | Vlag van Tsjecho-Slowakije              | 52.5  |
| 6      | Gertrude Desjardins Maurice Lafrance        | Vlag van Canada 1957-1965               | 59.5  |
| 7      | Gerda Johner Rüdi Johner                    | Vlag van Zwitserland                    | 63.5  |
| 8      | Dorothyann Nelson Pieter Kollen             | Vlag van Verenigde Staten               | 70.5  |
| 9      | Irene Müller Hans-Georg Dallmer             | Vlag van Duitse Democratische Republiek | 73.5  |
| 10     | Judianne Fotheringill Jerry Fotheringill    | Vlag van Verenigde Staten               | 81.5  |
| 11     | Valeria Hunt Petter Burrows                 | Vlag van Verenigd Koninkrijk            | 73.5  |
| 12     | Diana Hinko (3) Bernhard Henhappel          | Vlag van Oostenrijk                     | 107.5 |
| 13     | Mieko Otwa Yutaka Doke                      | Vlag van Japan                          | 113   |

| #      | naam (deelname)                             | land                              | pc |
| ------ | ------------------------------------------- | --------------------------------- | -- |
| Goud   | Eva Romanová Pavel Roman                    | Vlag van Tsjecho-Slowakije        |    |
| Zilver | Christiane Guhel (4) Jean-Paul Guhel (4)    | Vlag van Frankrijk                |    |
| Brons  | Virginia Thompson (2) William McLachlan (5) | Vlag van Canada 1957-1965         |    |
| 4      | Linda Shearman Michael Phillips             | Vlag van Verenigd Koninkrijk      |    |
| 5      | Paulette Doan Kenneth Ormsby                | Vlag van Canada 1957-1965         |    |
| 6      | Donna Mitchell John Mitchell                | Vlag van Canada 1957-1965         |    |
| 7      | Dorothyann Nelson Pieter Kollen             | Vlag van Verenigde Staten         |    |
| 8      | Yvonne Littlefield (2) Peter Betts          | Vlag van Verenigde Staten         |    |
| 9      | Mary Parry Roy Mason                        | Vlag van Verenigd Koninkrijk      |    |
| 10     | Gyorgyi Korda Pal Vasarhelyi                | Vlag van Hongarije                |    |
| 11     | Helga Burghardt Hannes Burghardt            | Vlag van Bondsrepubliek Duitsland |    |
| 12     | Olga Dilardini Germane Ceccattini (3)       | Vlag van Italië                   |    |
| 13     | Marlise Fornachon Charly Pichard            | Vlag van Zwitserland              |    |
| 14     | Armelle Flichy Pierre Brum                  | Vlag van Frankrijk                |    |
| 15     | Christi Trebesiner Gerald Felsinger         | Vlag van Oostenrijk               |    |
| 16     | Gabrielle Rauch Rudi Mathysik               | Vlag van Bondsrepubliek Duitsland |    |
| 17     | Eiko Kaneko Mikio Takeuchi                  | Vlag van Japan                    |    |

Medaillewinnaars

Mannen · 
Vrouwen ·
Paren · 
IJsdansen

 Toernooi

1896 · 
1897 · 
1898 · 
1899 · 
1900 · 
1901 · 
1902 · 
1903 · 
1904 · 
1905 · 
1906 · 
1907 · 
1908 · 
1909 · 
1910 · 
1911 · 
1912 · 
1913 · 
1914 · 
1915-1921 · 
1922 · 
1923 · 
1924 · 
1925 · 
1926 · 
1927 · 
1928 · 
1929 · 
1930 · 
1931 · 
1932 · 
1933 · 
1934 · 
1935 · 
1936 · 
1937 · 
1938 · 
1939 ·
1940-1946 · 
1947 · 
1948 · 
1949 · 
1950 · 
1951 · 
1952 · 
1953 · 
1954 · 
1955 · 
1956 · 
1957 · 
1958 · 
1959 · 
1960 · 
1961 · 
1962 · 
1963 · 
1964 · 
1965 · 
1966 · 
1967 · 
1968 · 
1969 · 
1970 · 
1971 · 
1972 · 
1973 · 
1974 · 
1975 · 
1976 · 
1977 · 
1978 · 
1979 · 
1980 · 
1981 · 
1982 · 
1983 · 
1984 · 
1985 · 
1986 · 
1987 · 
1988 · 
1989 · 
1990 · 
1991 · 
1992 · 
1993 · 
1994 · 
1995 ·
1996 · 
1997 · 
1998 · 
1999 · 
2000 · 
2001 · 
2002 · 
2003 · 
2004 · 
2005 · 
2006 ·
2007 ·
2008 ·
2009 ·
2010 ·
2011 ·
2012 ·
2013 ·
2014 ·
2015 ·
2016 ·
2017 ·
2018 ·
2019 · 
2020 · 
2021 ·
2022 ·
2023 ·
2024

 ISU-kampioenschappen

WK kunstschaatsen junioren ·
EK kunstschaatsen ·
Viercontinentenkampioenschap ·
Olympische Spelen